# Dynastes alcides
Dynastes alcides är en skalbaggsart som beskrevs av Olivier 1789. Dynastes alcides ingår i släktet herkulesbaggar, och familjen Dynastidae. Inga underarter finns listade i Catalogue of Life.